# .werkkzeug
 (janvier 2019).
Si vous disposez d'ouvrages ou d'articles de référence ou si vous connaissez des sites web de qualité traitant du thème abordé ici, merci de compléter l'article en donnant les références utiles à sa vérifiabilité et en les liant à la section « Notes et références ».
.werkkzeug (werkzeug en allemand signifie outil) est un logiciel de création de textures, de modélisation 3D, d'animation et de montage développé par le groupe allemand de demomakers Farbrausch.

## Concept
.werkkzeug permet de créer des ressources procédurales (textures, modèles, animations, …) stockées sous la forme d'une description de la succession des différentes opérations élémentaires à appliquer pour les obtenir.
Cette technique permet de stocker des textures et des modèles 3D haute résolution dans très peu d'espace (quelques centaines d'octets dans une démo comme .kkrieger), mais nécessite une étape de génération lors de l'utilisation dont le coût en calculs (et donc en temps) dépend de la complexité des ressources.

## Versions
La première version de .werkkzeug a été rendue publique en 2004. .werkkzeug3 ait été utilisé pour créer le jeu de tir à la première personne .kkrieger. La version 3 du logiciel se limite à la création de textures procédurales.
Initialement logiciel propriétaire, en 2012, il est publié en open source sous licence BSD.